# Kabinett Sellering I
Das Kabinett Sellering I war die Landesregierung von Mecklenburg-Vorpommern nach dem Rücktritt von Harald Ringstorff (SPD) als Ministerpräsident. Sein Nachfolger Erwin Sellering, der bis dahin Minister für Soziales und Gesundheit war, setzte die große Koalition mit der CDU fort. Die Regierung Sellering I amtierte vom 6. Oktober 2008 bis 25. Oktober 2011.

## Die große Koalition unter Erwin Sellering
Gemeinsam mit Ringstorff traten Finanzministerin Sigrid Keler sowie der bisherige Minister für Verkehr, Bau und Landesentwicklung Otto Ebnet (beide SPD) zurück. Sellering machte mit dem Wechsel in die Staatskanzlei seinen bisherigen Ministerposten frei. Deshalb wurde eine umfassende Kabinettsumbildung nötig. Neu in die Regierung traten Heike Polzin (Finanzen), Volker Schlotmann (Verkehr, Bau und Landesentwicklung) und Manuela Schwesig (Soziales und Gesundheit) ein. Von den SPD-Ministern blieb somit lediglich Till Backhaus (Landwirtschaft, Umwelt und Verbraucherschutz) in seinem Amt.
Bei der Abstimmung im Landtag von Mecklenburg-Vorpommern am  6. Oktober 2008 erhielt Sellering 40 von 45 möglichen Stimmen der Koalitionspartner SPD und CDU.

## Liste der Kabinettsmitglieder
| Amt                                                             | Name              | Partei                             | Partei               | Staatssekretäre                                                                          |
| --------------------------------------------------------------- | ----------------- | ---------------------------------- | -------------------- | ---------------------------------------------------------------------------------------- |
| Ministerpräsident                                               | Erwin Sellering   |                                    | SPD                  | Reinhard Meyer, SPD (Chef der Staatskanzlei) Thomas Freund, SPD (Beauftragter beim Bund) |
| Stellvertreter des Ministerpräsidenten                          | Jürgen Seidel     |                                    | CDU                  | –                                                                                        |
| Wirtschaft, Arbeit und Tourismus                                | Jürgen Seidel     | Stefan Rudolph, CDU Rüdiger Möller | CDU                  |                                                                                          |
| Inneres                                                         | Lorenz Caffier    | CDU                                | Thomas Lenz, CDU     |                                                                                          |
| Justiz                                                          | Uta-Maria Kuder   | CDU                                | Rainer Dopp          |                                                                                          |
| Finanzen                                                        | Heike Polzin      |                                    | SPD                  | Jost Mediger, SPD                                                                        |
| Landwirtschaft, Umwelt und Verbraucherschutz                    | Till Backhaus     | SPD                                | Karl Otto Kreer, SPD |                                                                                          |
| Bildung, Wissenschaft und Kultur                                | Henry Tesch       |                                    | CDU                  | Udo Michallik                                                                            |
| Verkehr, Bau und Landesentwicklung                              | Volker Schlotmann |                                    | SPD                  | Sebastian Schröder, SPD                                                                  |
| Soziales und Gesundheit                                         | Manuela Schwesig  | SPD                                | Nikolaus Voss, SPD   |                                                                                          |
| Parlamentarische Staatssekretärin für Frauen und Gleichstellung | –                 | SPD                                | Margret Seemann      |                                                                                          |